# يورغن شارف
يورغن شارف (بالألمانية: Jürgen Scharf)‏ هو سياسي ألماني، ولد في 15 سبتمبر 1952 في سالزفيدل في ألمانيا. حزبياً، نشط في الاتحاد الديمقراطي المسيحي. وقد انتخب عضو مجلس الشورى الموحد من ولاية سكسونيا أنهالت.